# 欽漣
钦涟（？—？），浙江长兴人，清朝政治人物。
雍正元年（1723年）癸卯恩科进士。雍正四年（1726年）担任新设的南汇县知县一职，雍正十一年（1733年）再任同职，期间以工代赈重筑原里护塘之预备塘，并改名为钦公塘。次年由杨羾天接任。